# Carandiru, Outras Histórias
Carandiru, Outras Histórias é uma série de televisão brasileira exibida pela Rede Globo entre 10 de junho e 12 de agosto de 2005, nas noites de sexta-feira, em 10 capítulos Criada por Drauzio Varella, tem roteiros de Hector Babenco, Fernando Bonassi, Victor Navas e Jefferson Peixoto, e a direção de Walter Carvalho, Roberto Gervitz, Hector Babenco e Márcia Faria e direção geral de Walter Carvalho. As histórias foram inspiradas nos personagens do filme Carandiru, baseado no livro Estação Carandiru, de Drauzio Varella.
Foi reprisada pelo Canal Viva entre 13 de maio e 15 de julho de 2014, às 23:10.

## Elenco
| Ator                    | Personagem      |
| ----------------------- | --------------- |
| Luiz Carlos Vasconcelos | Drauzio Varella |

### Participações especiais
- Paulo Vilela - Julinho
- Roberto Bomtempo - Reinaldo Pereira Gomes
- Xuxa Lopes - Sônia
- Cecil Thiré - Virgílio
- Ivan de Almeida - Nego Preto
- Ailton Graça - Majestade
- Lázaro Ramos - Ezequiel
- Gabriel Braga Nunes - Sergio (Cobra)
- Alice Braga - Vânia
- Floriano Peixoto - Antônio Carlos
- Aída Leiner - Rosirene
- Maria Luisa Mendonça - Dalva
- Antonio Grassi - Pires
- Ângela Corrêa - Graça
- Otávio Augusto - Valdemir
- Milton Gonçalves - Chico
- Chica Xavier - Rosa
- Mauricio Gonçalves - Chico
- Robson Nunes - Dadá
- Graça de Andrade - Shirley (mãe de Dadá)
- Aldo Bueno - Santão
- Vanderlei Bernardino - Capote
- Rafael Primot - Flavinho
- Sidney Santiago - Kennedy
- Caio Blat - Deusdete
- Sabrina Greve - Catarina
- Tonico Pereira - Aparecido
- Bruce Gomlevsky - Sombra
- Janaína Lince - Solange
- Vanessa Gerbelli - Célia
- Carlo Mossy - Walter
- João Miguel - Edelso
- Roberto de Alencar - Madona
- Luis Miranda - Melissa
- Tadeu Mello - Zoinho (Tigrão)
- Guilherme Weber - Dudu
- Roney Facchini - Guido
- Fabio Neppo - Dico
- Gustavo Falcão - Careca
- José Trassi - Luizinho
- Aury Porto - Mário Cachorro
- Luciano Andrey - Mario Cachorro
- Mafalda Pequenino - Rosa
- Fábio Lago - Bom Cabelo
- Francarlos Reis
- Ivan Capua - Camille
- Gustavo Zanela - Davi
- André Ceccato - Barba
- Luiz Laffey - Segurança

## Episódios
1. O julgamento - 10 de junho de 2005
2. Ezequiel o azarado - 17 de junho de 2005
3. Indulto de Natal - 24 de junho de 2005
4. Ao mestre com carinho - 1 de julho de 2005
5. Além da imaginação - 8 de julho de 2005
6. Pais e filhos - 15 de julho de 2005
7. Vila Prudente - 22 de julho de 2005
8. Gênio do crime - 29 de julho de 2005
9. Love Story I - 5 de agosto de 2005
10. Love Story II - 12 de agosto de 2005